# Genova Giovanni Thaon di Revel
Pour les articles homonymes, voir Génova (homonymie), Thaon (homonymie) et Famille Thaon de Revel.
Le comte Genova Giovanni Thaon di Revel (né le 20 novembre 1817 à Gênes, dans l'actuelle province de Gênes, en Ligurie, alors dans le royaume de Sardaigne, mort le 3 septembre 1910 à Côme) est un homme politique italien du royaume d'Italie. 

## Biographie

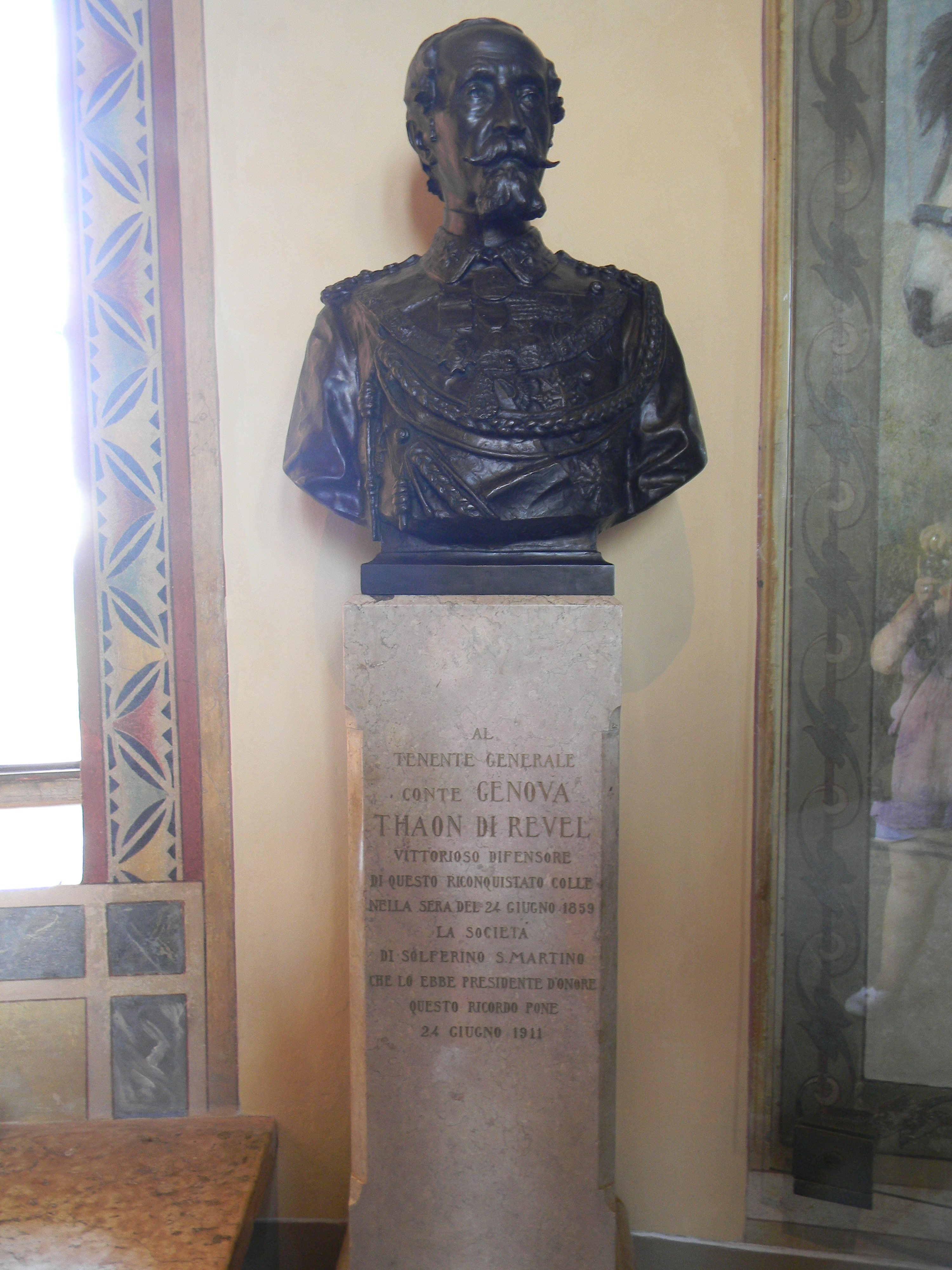
Buste dédié à Gênes Thaon di Revel en mémoire de la bataille de Solferino et San Martino.

Le comte de Genova Thaon di Revel était le douzième enfant du noble piémontais Ignazio Isidoro Thaon di Revel et de Sabina Spitalieri dei conti di Cessole. Jeune rejeton de l'aristocratie subalpine, il est issu d'une famille solidement dotée d'un large et important réseau de relations, et est bien intégré dans la haute société turinoise. Il est en contact étroit avec son frère Adriano, ministre plénipotentiaire à Londres et à Vienne, et Ottavio Thaon di Revel, ministre des finances. Ce dernier avait une forte influence sur la vie à Gênes et constituait un point de référence constant.

### Éducation
Il fréquente l'Académie royale militaire de Turin (à l'âge de dix-sept ans, il est promu sous-lieutenant (sottotenente) dans l'armée royale sarde (Regia Armata Sarda) et, en 1834, il entre à l'école complémentaire de l'académie pour trois ans. En 1840, il est promu lieutenant (luogotenente).
Il est l'un des membres fondateurs du Whist Club de Turin (ouvert en 1841 à l'initiative de Camillo Benso, comte de Cavour), qui devient un important lieu de rencontre de la haute société piémontaise. Il entreprend plusieurs voyages en Europe (en 1842, il visite l'Écosse et l'Irlande) et en 1844, il est à Londres, invité de son cousin germain Emanuele d'Azeglio. La même année, en raison d'engagements militaires, il est envoyé à Chambéry où il reste plusieurs mois à la tête d'une batterie d'artillerie, bien qu'il n'ait pas le grade requis, et pendant son séjour, il accompagne le prince Ferdinand, duc de Gênes en visite dans la région de ses ancêtres.

### La première guerre d'indépendance
En juillet 1847, il fait ses débuts dans le monde diplomatique: il est chargé de savoir ce que font les États pontificaux après l'occupation de Ferrare par les troupes autrichiennes. Il la qualifie lui-même de "mission curieuse" qu'il accomplit avec soin et qui lui permet d'entrer en contact avec les cercles modérés de Rome, engagés dans la création d'un nouvel ordre politique national dans le but de chasser l'Autriche d'Italie.
Lorsque la première guerre d'indépendance italienne éclate, il est nommé capitaine (capitano) d'artillerie de la 4e division le 31 mars 1848. Dans la nuit du 12 au 13 avril, il reçoit l'ordre du commandant La Marmora de déployer de l'artillerie pour bombarder la forteresse de Peschiera. L'opération place "di Revel" (comme il signe son nom dans ses dépêches) aux côtés du major Alfonso Ferrero della Marmora avec lequel il restera un ami sincère jusqu'à la fin de sa vie. Il participe ensuite (6 mai 1848) à la bataille de Santa Lucia dans les environs de Vérone avec la division du duc de Savoie, après quoi il est affecté au commandement de la 9e batterie (1er juin 1848) à la Veneria Reale. Il participe aux batailles de Staffallo et de Valeggio où il reçoit sa première récompense pour sa bravoure. Après ces épisodes, Thaon a suivi la retraite de la division de réserve vers Codogno. Lorsque le 4 août, Carlo Alberto décida d'emmener l'armée à Milan et de la placer hors des murs, Genova Thaon était stationné à Porta Vigentina où il repoussa les assauts des forces autrichiennes avec sa batterie. Il prend ensuite part à la bataille de Novare, pour laquelle il se distingue et est décoré de la médaille d'argent de la valeur militaire.

### Attaché militaire à Vienne
Après la proclamation de Moncalieri, le traité de paix avec l'Autriche est approuvé par la Chambre des députés le 9 janvier 1850. Alfonso La Marmora, nommé ministre de la Guerre (3 novembre 1849), choisit et envoie quatre de ses meilleurs officiers du corps d'artillerie comme attachés militaires du royaume de Sardaigne à Berlin et à Vienne. Giuseppe Govone, Agostino Petitti-Bagliani di Roreto, Paolo di Sanrobert et Thaon ont été choisis. Giovanni Thaon s'installe à Vienne où se trouve son frère Adriano, ministre plénipotentiaire du royaume de Sardaigne. Il avait la tâche secrète d'étudier l'organisation de l'armée autrichienne et d'examiner soigneusement la situation politique et militaire. Sa mission de trois ans l'a conduit en Hongrie et à Berlin. Il a transmis d'importantes informations militaires et politiques qui ont été envoyées à Turin par courrier. La mission s'achève en avril 1853, générée par la grave crise entre le royaume de Sardaigne et l'Autriche à la suite de l'échec de la tentative insurrectionnelle de Mazzini à Milan.

### La guerre de Crimée
Le 11 avril 1855, le capitaine Genova est convoqué, avec l'officier d'artillerie Vittorio Asinari di San Marzano, au ministère de la Guerre où on leur demande de se rendre en Crimée en tant que commissaires militaires pour le compte du royaume de Sardaigne au siège des alliés anglais et français. Thaon est affecté au quartier général britannique sous le commandement du général Lord Raglan. Lorsque le conseil de guerre allié décide d'attaquer (18 juin 1855) les fortifications de Sébastopol, Giovanni Thaon y participe avec les officiers anglais de l'état-major. Il se trouvait dans les tranchées près de la ligne de feu russe lorsque les troupes britanniques ont lancé leur attaque, puis ont été repoussées par les troupes russes. Il reçoit ensuite sa nomination comme major (maggiore) le 27 juin 1856. Sa principale mission est l'intense et délicate activité de liaison entre le commandement italien, le commandement britannique et, après la mort de San Marzano (due au choléra), le commandement français. À la mi-juillet, il tombe gravement malade (le choléra, selon certains calculs, a tué environ 30 % de l'ensemble du contingent occidental) et est expédié directement à Constantinople pour un premier traitement avant de retourner au Piémont. Pendant le voyage, il tombe à nouveau malade, probablement du typhus et d'une forte fièvre. À son retour, il est affecté au commandement de la 9e batterie de Veneria Reale (la brigade qu'il commandait à Turin) par le ministre de la Guerre, Giuseppe Dabormida.

### Au parlement du royaume de Sardaigne
Il se présente pour la première fois aux élections du 15 au 18 novembre 1857 dans la circonscription de Gassino. Il est élu député (VIe législature du Parlement subalpin) et se range du côté de la droite constitutionnelle dirigée par son frère Ottavio Thaon. Il est reconfirmé dans la VIIe législature, jusqu'en 1860.

### La deuxième guerre d'indépendance et d'unification
Lorsque la deuxième guerre d'indépendance italienne éclate, au début du mois de mai 1858, le major Thaon di Revel est placé à Valenza dans la 5e division commandée par Domenico Cucchiari, puis il passe à la 3e division commandée par le général Giovanni Durando, composée de la brigade Cuneo (commandée par le major général Annibale Arnaldi) et de la brigade Pinerolo (commandée par le major général Della Rocca). Revel prend le commandement de la brigade d'artillerie composée des 4e, 5e et 6e batterie. Le 22 mai, il reçoit l'ordre d'effectuer une manœuvre de diversion avec les 2e et 5e division ; une tentative de franchissement de la rivière Sesia près de Palestro est simulée. L'objectif était d'occuper les forces autrichiennes, situées sur la rive gauche du fleuve, et de soutenir l'avancée de la 4e division qui avait précédemment traversé le fleuve. N'ayant pas l'équipement nécessaire pour construire des ponts, Revel fait passer les chariots de la batterie le long de la berge, qui sont lourdement ciblés par les Autrichiens, qui profitent de la position couverte derrière le remblai. Cette action perturbatrice a entraîné de lourdes pertes pour la division commandée par le major Revel. Elle lui vaut " une mention honorable pour sa destinée dans la manifestation au port de Palestro et sur la Sesia et pour l'habileté et le sang froid avec lesquels il a dirigé l'artillerie sous ses ordres ",. Le 11 juin, le commandement de la 3e division est confié au général Filiberto Mollard qui, peu de temps après, participe à la bataille décisive de Solferino et San Martino, au cours de laquelle Thaon di Revel est blessé à la jambe. Il se distingue en recevant la croix d'officier de l'ordre Militaire de Savoie pour son habileté à diriger l'action de l'artillerie pendant les combats. Le 5 juillet, il est transféré au commandement de l'artillerie de la 1re Division de Giovanni Durando, qui est chargée d'investir Piacenza, où arrive la nouvelle de l'armistice de Villafranca entre la France et l'Autriche. La France transfère la Lombardie au royaume de Sardaigne et la 1re division du général Durando se rend à Monza. C'est à Milan, que Thaon di Revel rencontre sa future épouse, Camilla Albani, comtesse de Castelbarco. Il est promu lieutenant-colonel (tenente colonnello) et, en octobre 1859, il est nommé commandant de la brigade d'artillerie de Milan.
Après avoir quitté le parlement sarde en mai 1860 à la suite de sa promotion au grade de colonel (colonnello), il participe à l'expédition dans les Marches et dirige les opérations de l'artillerie lors du siège d'Ancône. Le 12 décembre de la même année, il est nommé directeur général des affaires de la guerre dans les provinces napolitaines et, en 1861, il est promu général de division (Maggior generale) de la toute nouvelle armée royale italienne. Jusqu'en 1862, il commandait une brigade de grenadiers à Terni.

### Au Parlement italien
En 1865, il est élu à la députation du royaume d'Italie pour trois mandats, et reste en fonction jusqu'en 1874. 

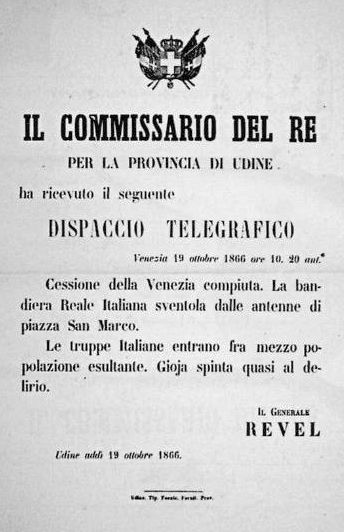
Affiche avec le texte du télégramme du général Revel sur la cession de Venise

En juin 1866, il participe à la troisième guerre d'indépendance et, en tant que commissaire du Roi, il est un important organisateur et médiateur lors du plébiscite de la Vénétie en 1866, qui sanctionne le passage de cette région au royaume d'Italie. En reconnaissance de cela, il a été promu au rang de lieutenant général (tenente generale) le 19 octobre 1866. 

Il raconte les détails de cet événement historique, qui est resté longtemps flou et fait encore l'objet de débats, dans son mémoire "La cessione del Veneto. Ricordi di un commissario regio militare" ("La cession de la Vénétie. Souvenirs d'un commissaire militaire royal".), Florence (1890).

### Ministre de la guerre et sénateur
Il sera ensuite ministre de la Guerre du royaume d'Italie dans le gouvernement Rattazzi II, pendant quelques mois en 1867. À cette époque, Giuseppe Garibaldi rassemble un corps de volontaires aux frontières du Latium. Urbano Rattazzi et Thaon di Revel le font arrêter à Sinalunga, mais la situation devient incontrôlable lorsque, le 19 octobre, le général s'échappe audacieusement de Caprera et débarque en Toscane pour envahir les restes des États pontificaux. Le gouvernement est donc contraint de démissionner en octobre 1867.
Thaon di Revel est alors commandant (comandante) d'un corps d'armée en 1877. Au cours de sa carrière militaire, il a reçu deux médailles de bronze et deux médailles d'argent pour bravoure militaire.
En 1879, il est nommé sénateur du royaume. En 1887, il est placé dans l'armée auxiliaire. En 1905, il reçoit le collier de l'Ordre de la Sainte Annonciation, la plus haute distinction de la maison de Savoie et du royaume.
Il a vécu une longue vie (il est mort à l'âge de 93 ans) et a servi son pays sous quatre souverains. Il repose dans un colombier de la Galleria DE di Ponente Inferiore du cimetière monumental de Milan, entouré des membres de sa famille.

## Lignée
À Milan le 26 décembre 1862, il épouse Camilla Castelbarco Visconti Simonetta des princes de Montignano avec qui il a cinq enfants, dont deux (Umberto et Ottavia Maria) n'ont pas atteint la majorité.
 
Sabina (17 avril 1865- 1950) a épousé le comte Emiliano Parravicini di Parravicino le 10 juillet 1893.
 
La même année, son dernier fils Antonio meurt à l'âge de 24 ans (à la suite d'une malformation cardiaque), il était lieutenant (tenente) dans la cavalerie.
 
Carla (2 février 1875) a épousé le comte Guido Barbiano di Belgioioso à Milan le 20 avril 1898.

## Ouvrages
- La cessione del Veneto. Ricordi di un commissario regio militar, Milan, Dumolard, 1890, p. 183, (OCLC 56987382).
- Dal 1847 al 1855. La spedizione di Crimea. Ricordi di un commissario militare del Re, 1891.
- Il 1859 e l'Italia centrale. Miei ricordi, Milan, Dumolard, 1891, (OCLC 561843309).
- Da Ancona a Napoli. Miei ricordi, Milano, Dumolard, 1892, (OCLC 7087807).
- Umbria ed Aspromonte. Ricordi diplomatici, Milan, Dumolard, 1894, (OCLC 7509140).
- Sette mesi al Ministero. Ricordi ministeriali di Genova Di Revel. Avec un appendice contenant des notes biographiques sur l'auteur, le conte Ottavio Thaon di Revel, Milan, Dumolard, 1895, (OCLC 674431064).

## Décorations

### Décorations italiennes
- Chevalier de ordre suprême de la Très Sainte Annonciade
- Chevalier de l'ordre des Saints-Maurice-et-Lazare
- Grand officier de l'ordre militaire de Savoie
- Médaille d'argent de la valeur militaire (bataille de Goito)
- Médaille d'argent de la valeur militaire (bataille de Novare)
- Médaille d'or de la valeur militaire
- Médaille commémorative de l'Unité italienne

### Décorations étrangères
- Médaille de Crimée, Angleterre
- Médaille commémorative de la campagne d'Italie (1859), France
- Chevalier de l'ordre de l'Aigle rouge, Allemagne - 22 octobre 1875
- Grand cordon de l'ordre de la Fierté, Tunisie - 30 mai 1867
- Grand cordon de l'ordre de Léopold, Empire austro-hongrois - 21 mars 1867
- Grand cordon de l'ordre du Christ, Portugal - 9 janvier 1866
- Grand officier de l'ordre du Lion de Zaeringen, Baden - 26 novembre 1864
- Grand cordon de l'ordre de Dannebrog, Danemark - 29 août 1864
- Grand officier de l'ordre national de la Légion d'honneur, France - 2 septembre 1864
- Chevalier de l'ordre national de la Légion d'honneur, France - 12 janvier 1860
- Chevalier de l'ordre du Bain, Angleterre - 29 août 1859
- Décoré de l'ordre de Medjidié, Empire ottoman - 1859